# Вюртемберг (герцогство)

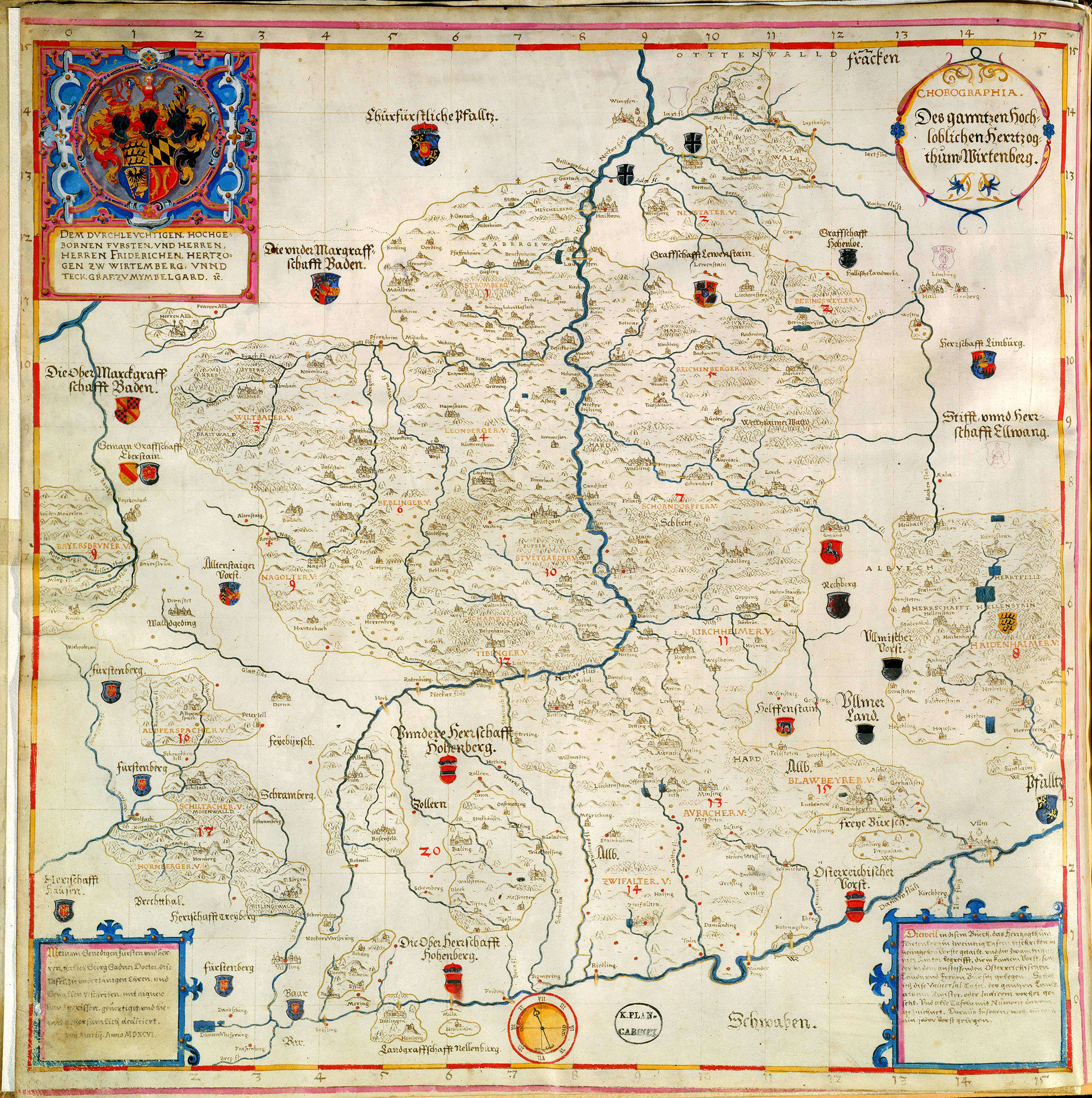
Герцогство Вюртемберг в 1596 году: места под иностранным владычеством Гаднером отмечены красными точками.

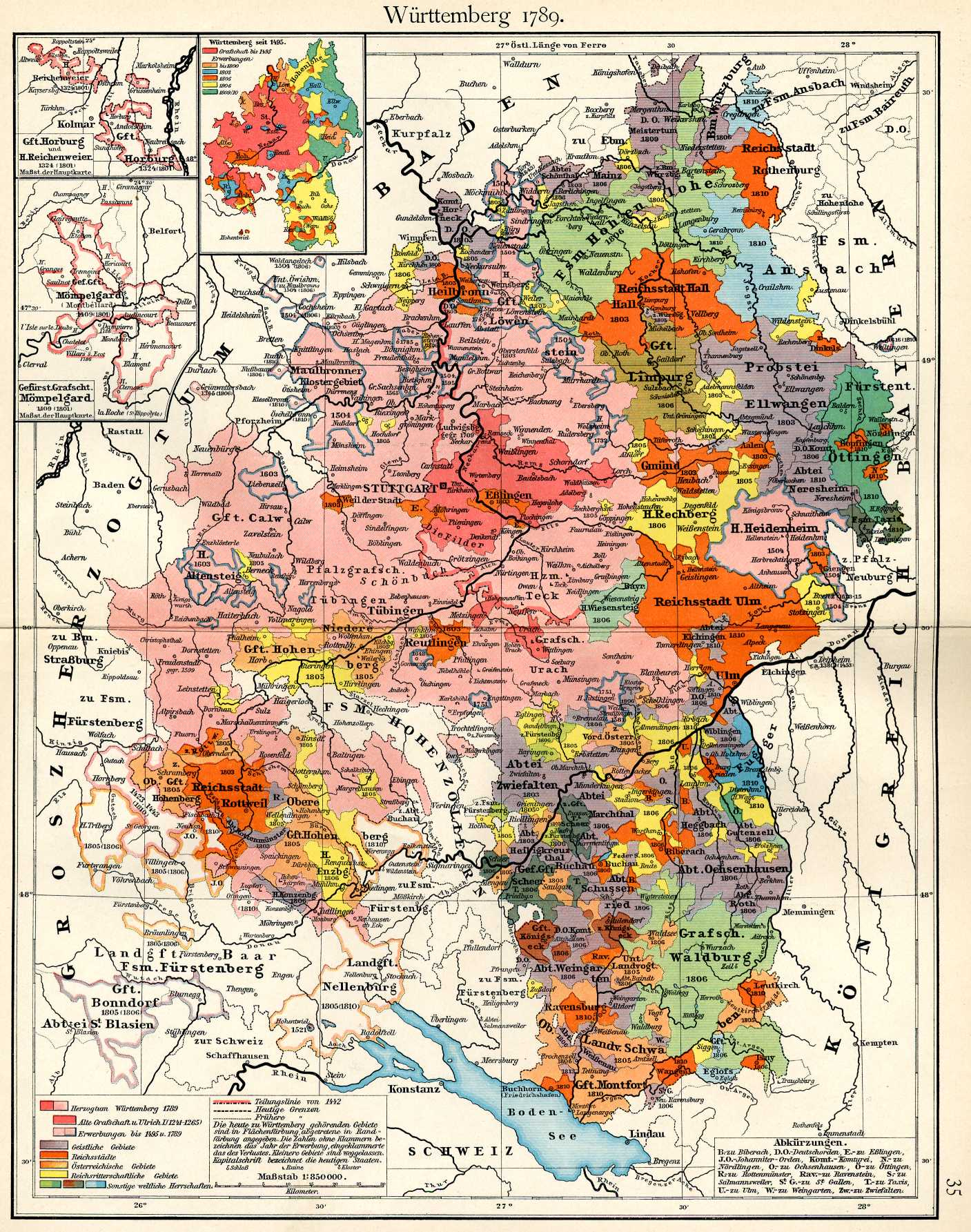
Герцогство Вюртемберг в 1789 году

Вюртемберг (нем. Herzogtum Württemberg) — швабское герцогство в составе Священной Римской империи, c 1495 года до самого роспуска империи в 1806 году. 
В 1803 году герцог Вюртембергский получил титул курфюрста, и герцогство, таким образом, стало известно как курфюршество Вюртемберг. В 1806 году преобразовано в королевство Вюртемберг. Правила государством Вюртембергская династия.

## Предыстория
Первоначально земли Виртемберга (Wirtimberg) были заселены племенами свевов, в I веке по Рождеству Христову эти земли заняли древние римляне, а после них алеманны. В 496 году племена алеманнов были разбиты франками, и земли Виртемберга перешли частью под их власть, а частью вошли в состав Швабского герцогства. Первый граф Виртемберга упоминается около 1092 года.
Непосредственным предшественником герцогства являлось графство Вюртемберг, возникшее в XII столетии. Владетельный дом Вюртембергов впервые появился на исторической арене в XI веке. Первым известным представителем дома был Конрад I. В XII веке Вюртемберги получают титул графов. Достоверные сведения о родословной графов Вюртембергов начинаются с Ульриха, которому в 1241—1263 годах принадлежали обширные владения в долине Неккара.
Из его ближайших потомков граф Эберхард I Светлый (правил в 1279—1325 годах) был уже настолько силен, что враждовал с императорами (Рудольфом I, Альбрехтом I и Генрихом VII). 
При Генрихе VII он вынужден был бежать и чуть не лишился родовых владений, но в конце концов, однако, ещё более их расширил. Причем, в 1321 году, город Штутгарт стал столицей Вюртембергского графства.
Внук его, Эберхард II (правил в 1344—1392 годах), отличался ещё более беспокойным нравом, но также приумножил свои владения, главным образом на счёт вольных имперских городов, над которыми, в войне между феодалами и городами, одержал блестящую победу (25 августа 1388 года, близ Деффингена).
Граф Эберхард IV (правил в 1417—1419 годах) получил в приданое за жену графство Момпельгард.
В 1442 году графы Людовик I и Ульрих V поделили Вюртемберг между собою образовав две линии: Вюртемберг-Штутгарт и Вюртемберг-Урах, но уже в 1482 году, при содействии земских чинов, заключен был (в Мюнзингене) договор, по которому установлена нераздельность страны, занимавшей в то время 6600 км², и переход её по наследству к старшему в роде. В 1477 году государь Вюртемберга граф Эбергард V «Бородатый», впоследствии первый Вюртембергский герцог основал Тюбингенский университет. По Мюнзингенскому договору граф Эберхард V Бородатый стал, единственным обладателем Вюртемберга и в 1495 году получил от императора Максимилиана I герцогское звание.

## Герцогство
Преемником Эберхарда V Бородатого был малолетний племянник его Ульрих, под опекой земских чинов. Сначала счастливая война с Пфальцем (1504 год) доставила Ульриху славу и обширные владения; но позже легкомысленный образ жизни, расточительность и явившееся следствием этого отягощение населения вызвало сильное брожение в стране и восстановило против него не только народ, но и влиятельную родню жены (принцессы баварской) и императора, а занятие имперского города Рейтлингена, принадлежавшего к Швабскому союзу, втянуло его в войну с последним. Союз овладел герцогством Вюртемберг и передал его Австрии в 1520 году. Отданная императором Карлом V в лен брату его, Фердинанду, страна очутилась под таким суровым гнётом, что времена Ульриха, несмотря на дурное его управление, вспоминались с сожалением. Между тем, изгнанный герцог, после нескольких тщетных попыток вернуть себе власть, заключил союз с Филиппом Гессенским и, разбив австрийцев в сражении под Лауффеном (13 мая 1534 года), по договору 29 июня 1534 года, заключенному в Каадене, получил обратно свои владения, признав лишь свою ленную зависимость от Австрии.
Тотчас же в стране быстро распространились идеи Реформации, до тех пор подавлявшиеся. Для самого герцога испытания ещё не кончились. После несчастного исхода шмалькальденской войны, Ульрих мог удержаться на престоле лишь при помощи больших жертв и чрезвычайного унижения. Вскоре он умер (в 1550 году).
Сын и наследник его Кристоф (правил в 1550—1568 годах) отличался твердостью и благоразумием и с успехом защищался против притязаний Австрии. Он внес порядок в управление страной и содействовал развитию её благосостояния.
То же мирное развитие продолжалось при сыне и преемнике его Людвиге (правил в 1568—1593 годах).
Двоюродный брат последнего, Фридрих I, задумал ввести абсолютизм, что удалось ему лишь отчасти.
Сын его Иоганн-Фридрих (правил в 1608—1628 годах) восстановил нарушенную отцом конституцию.
Бедствия Тридцатилетней войны жестоко отозвались на Вюртемберге. Герцог Эберхард III (правил в 1628—1674 годах) должен был даже бежать; многие области были розданы Баварии и австрийским сановникам. Вестфальский мир повел за собой возвращение отторгнутых областей. В течение 1688—1692 годов страна подвергалась два раза французскому нашествию.
Герцог Эберхард Людвиг (правил в 1693—1733 годах) принимал участие в войне за испанское наследство и управление страной предоставил своей фаворитке, графине Гревениц.
Карл Александр (правил в 1733—1737 годах), принявший в молодости католичество на австрийской военной службе, оказался также правителем малоспособным.

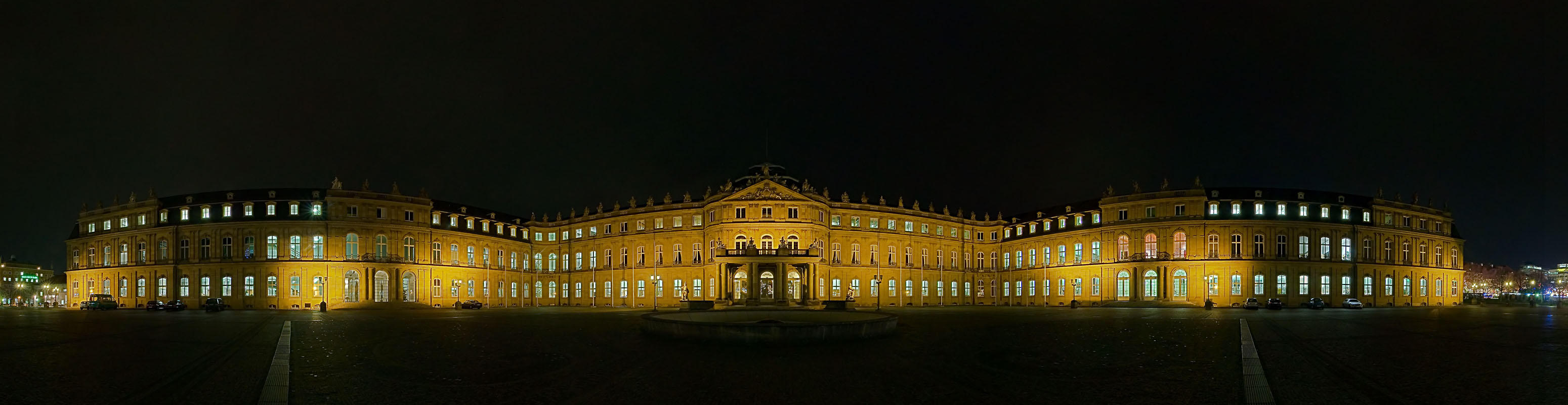
Новая Штутгартская резиденция герцогов Вюртембергских

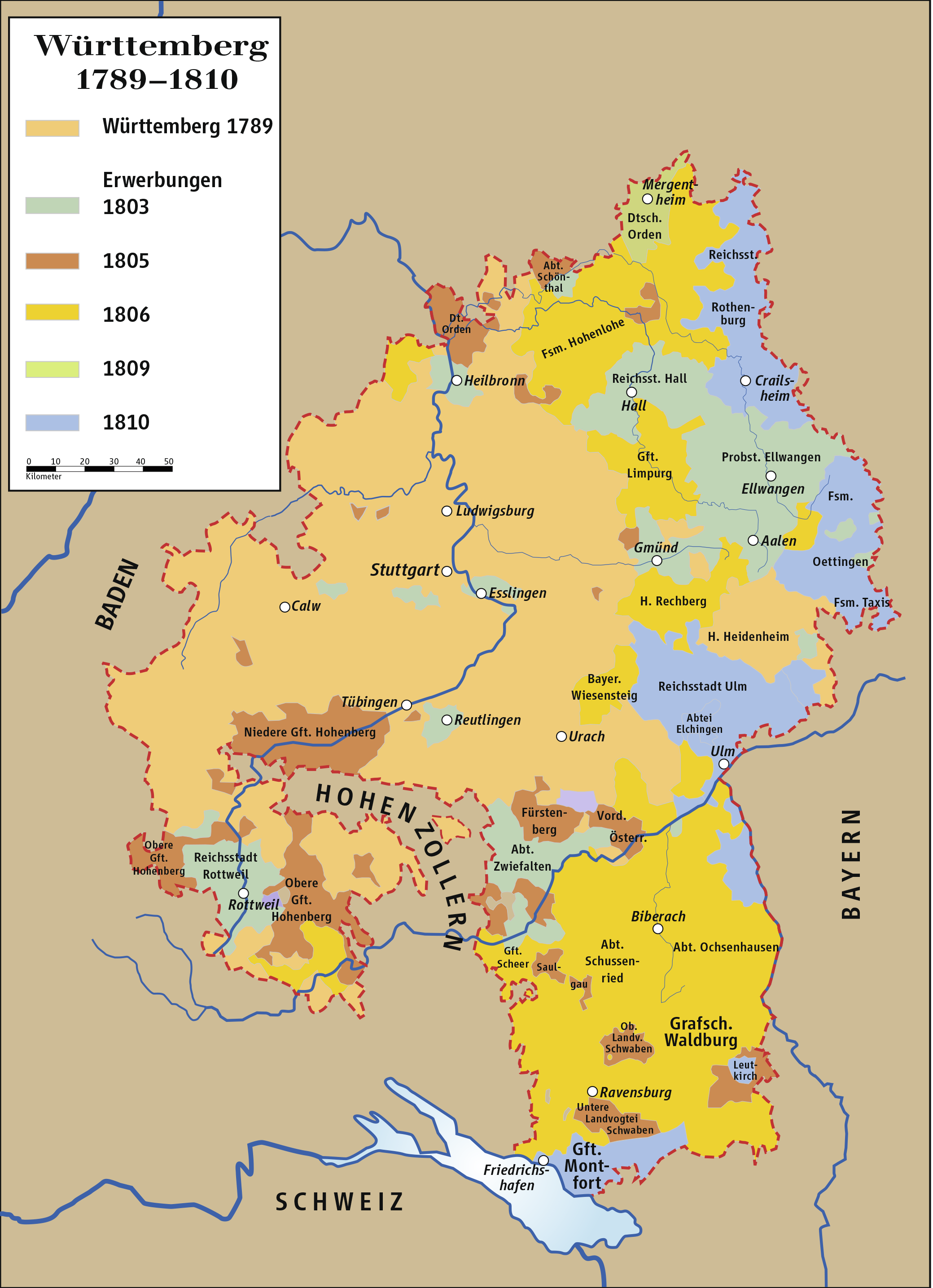
Рост территории Вюртемберга в 1789—1810

Не менее тягостным для страны оказалось почти полувековое правление (1744—1793 годы) герцога Карла-Евгения, человека способного, но в высшей степени расточительного и развратного. После 20-летней борьбы с ним земских чинов, в 1770 году было достигнуто, при содействии императора, Пруссии, Англии и Франции, соглашение, по которому стране предоставлены известные права, но герцогу выданы нужные ему суммы. Последние годы своего правления Карл-Евгений, с летами ставший благоразумнее, употребил на залечивание ран, нанесенных им стране в первую половину царствования. Он стал покровительствовать наукам и основал Академию в Штутгарте, до сих пор носящую его имя (Karlsakademie).
В правление младшего брата его, Фридриха-Евгения, страна подверглась нашествию французов, последствием чего было соглашение с Францией и уступка ей графства Мюмпельгард. Занятие Вюртемберга, по удалении французских войск, австрийцами отразилось на населении не менее тяжело, чем только что перенесенные бедствия войны.
Сын и наследник Фридриха-Евгения, Фридрих (правил в 1797—1818 годах), вопреки желанию земских чинов, вступил во вторую коалицию против Франции и, разбитый генералом Моро, заключил 20 марта 1802 года особый мирный договор с Францией, по которому взамен Мюмпельгарда получил другие земли (всего 2200 км², с 124 688 жителей) и достоинство курфюрста. Во франко-австрийской войне 1805 года Фридрих хотел было сохранить нейтралитет, но внезапное появление Наполеона I в Людвигсбурге вынудило его к заключению союза с Францией. По Прессбургскому миру 1805 года Фридриху предоставлен королевский титул, а само герцогство было преобразовано в королевство. Территория Вюртемберга была увеличена новыми приобретениями, значительно расширенными впоследствии по венскому и компьенскому договорам.
Регионы, которые принадлежали герцогству Вюртемберг до 1803 года, совокупно называются Старый Вюртемберг.